# 绍宝
绍宝（Thiệu Bảo，1279年—1285年九月），越南陳朝仁宗使用的年号。

## 纪年
| 绍宝 | 元年   | 2年    | 3年    | 4年    | 5年    | 6年    | 7年    |
| 公元 | 1279年 | 1280年 | 1281年 | 1282年 | 1283年 | 1284年 | 1285年 |
| 干支 | 己卯   | 庚辰   | 辛巳   | 壬午   | 癸未   | 甲申   | 乙酉   |

## 出典
- 《大越史記全書》本紀卷5　己卯紹宝元年春正月朔条

| 前一年號： 寶符 | 越南陳朝年号 | 下一年號： 重兴 |